# Landgericht der vier Herren auf dem Einrich
Das Landgericht der vier Herren auf dem Einrich (genannt das „Vierherrische“) ist ein historisches Territorium (1160–1775) im heutigen Rheinland-Pfalz (Rhein-Lahn-Kreis) und Hessen (Rheingau-Taunus-Kreis). Es wurde von vier Herrschern gleichzeitig regiert, es war also ein Kondominium.

## Entstehung
Das als Vierherrische bezeichnete Gebiet entstand aus dem Einrichgau. In der Frankenzeit wurden die fränkischen Reichsgebiete im 8. Jahrhundert in Gaue eingeteilt, die Region zwischen Rhein, Lahn und Aar wurde zum „Pagus Heinrichi“ (Herrschaft des Heinrich), dem Einrichgau. Die Herrschaft über diesen erlangten die Grafen von Arnstein. Der letzte Arnsteiner Graf Ludwig III. übergab das Gebiet 1140 seinem Vetter Reinold von Isenburg, bevor er sich kinderlos in ein von ihm gegründetes Kloster zurückzog. Die Isenburger verkauften die Grafschaft Einrich 1160 an die Grafschaft Katzenelnbogen und an die Grafschaft Nassau, die es gemeinschaftlich beherrschten.

## Herrscher
Im Vierherrischen regierten die Häuser Nassau und Katzenelnbogen bzw. deren Nachfolger, die Landgrafen von Hessen zu je 50 %. Da sich diese beiden Häuser aber mehrfach teilten, wurden aus den ursprünglichen zwei Herrschern mitunter bis zu fünf Herrscher. Durch die in der Anfangszeit des Kondominium vorhandene Anzahl von vier Herrschern (ab 1260), nämlich den zwei Katzenelnbogener und den zwei Nassauer Grafen wurde das Territorium das „Vierherrische“ genannt.

### Zahl der Herrscher über das Vierherrische (1160–1775)
vor 1160: Das Gebiet wird von den Herren von Isenburg verwaltet
1160: Herrschaft über das Gebiet der Grafschaft Einrich geht an die Grafschaft Katzenelnbogen und das Haus Nassau (zwei Herrscher)
1255: Das Haus Nassau teilt sich in die ottonische und die walramische Linie (drei Herrscher)
1260: Durch Teilung Katzenelnbogens erstmals vier Herrscher: Altkatzenelnbogen, Neukatzenelnbogen, walramische Linie Nassaus und ottonische Linie Nassaus
1355: Teilung der walramischen Linie in Nassau-Wiesbaden-Idstein und Nassau-Weilburg-Saarbrücken (ab 1574 Nassau-Weilburg genannt; fünf Herrscher)
1402: Wiedervereinigung von Katzenelnbogen (vier Herrscher)
1605: Das walramische Nassau-Wiesbaden-Idstein geht an Nassau-Weilburg, es gibt also nur noch drei Herrscher, was sich trotz weiterer Vererbungen bis zur Auflösung des Vierherrischen (1774–75) nicht mehr ändern wird.

### Herrscher von der Gründung bis zur Auflösung (1160–1775)
Ursprünglich war das Gebiet des Vierherrischen das Territorium der Grafschaft Einrich. 1160 kam die Grafschaft Einrich an die Häuser Katzenelnbogen und Nassau, die es gemeinsam beherrschten. 1255 entstand durch Teilung des Hauses Nassau die walramische und die ottonische Linie, 1260 entstanden Alt- und Neukatzenelnbogen, sodass ab 1260 von einem „Vierherrengebiet“ die Rede sein konnte, wenn auch nicht mit denselben Herrschern wie z. B. zur Zeit der Reformation. Das Haus Katzenelnbogen, das sich 1402 durch geschickte Heiratspolitik wiedervereint hatte, fiel 1479 an die Landgrafschaft Hessen, die danach die Herrschaft über den katzenelnbogischen Teil des Vierherrischen innehatte. Nach der Teilung der Landgrafschaft Hessen 1567 bekam zunächst Hessen-Rheinfels den Anteil am Vierherrischen, nach deren Aussterben 1583 dann Hessen-Marburg. Nachdem die Marburger 1604 ausgestorben waren, erhielt Hessen-Kassel die Niedergrafschaft Katzenelnbogen und die Kondominatsanteile. Im Dreißigjährigen Krieg wechselten die Rechte am Vierherrischen mehrmals zwischen Hessen-Darmstadt und Hessen-Kassel, letzteres behielt diese bis zur Auflösung des Vierherrischen.
Das Haus Nassau teilte sich nach 1255 noch öfters, die Nachfolgestaaten erhielten ebenfalls Teilrechte am Vierherrischen. Das ottonische Nassau-Dillenburg hielt seinen Teil (25 %) bis zum Aussterben der Linie 1606. Danach fiel ihr Anteil am Vierherrischen an Nassau-Diez, welches ihn bis zur Auflösung des Vierherrischen behielt. Der walramische Anteil am Vierherrischen (25 %) war nach der Teilung der walramischen Linie 1355 im Besitz von Nassau-Wiesbaden-Idstein (12,5 %) und Nassau-Weilburg-Saarbrücken (12,5 %). Nach 1355 war das Vierherrische also in der Hand von fünf Herren; dieser Zustand sollte erst 1402 mit der Wiedervereinigung der beiden katzenelnbogischen Linien beendet werden. Nassau-Weilburg-Saarbrücken teilte sich 1442 in Nassau-Weilburg und Nassau-Saarbrücken (das aber keine Kondominatsrechte bekam), letzteres fiel 1574 an ersteres, wodurch die beiden 1442 getrennten Staaten unter dem Namen Nassau-Weilburg wiedervereinigt worden waren. Das vereinte Nassau-Weilburg erbte 1605 auch Nassau-Wiesbaden-Idstein und vereinigte mit diesem Erbe alle walramischen Gebiete Nassaus wieder, wodurch das Vierherrische nun nur noch die drei Herrschaftshäuser Katzenelnbogen (50 %), das ottonische Nassau-Dillenburg (25 %) und das walramische Nassau-Weilburg (25 %) hatte, weswegen der Name „Vierherrisches“ erneut nicht gerechtfertigt war. Nach dem Aussterben des Hauses Nassau-Weilburg bekam Nassau-Saarbrücken 1629 den Anteil am Vierherrischen. Nach deren Aussterben fiel der Anteil 1723 wiederum an Nassau-Ottweiler und nach dem Tod des letzten Herrschers fiel dieses Haus 1728 an Nassau-Usingen, das den Teil des Vierherrischen (25 %) bis zu dessen Auflösung behielt.

## Territorium

### Zu Beginn
Zur Zeit des Verkaufs der Grafschaft Einrich an Nassau und Katzenelnbogen hatte das Vierherrische noch die Größe des ehemaligen Einrichgaues. Dieser Zustand dauerte bis mindestens 1337 an, da in einem Dokument aus diesem Jahr noch von der Grafschaft „von dem Einriche“ die Rede ist, während in einem Weistum aus dem Jahr 1361 von der Grafschaft „uff dem Einrich“ die Rede ist, die 75 Dörfer enthält. In den 24 Jahren dazwischen sind also von den 147 Orten des Einrichs 72 aus dem Vierherrischen (bzw. der Grafschaft Einrich) ausgeschieden. Viele dieser Orte sind an Kurtrier, Katzenelnbogen und die Kurpfalz gefallen.

### Ortschaften des Vierherrischen 1361

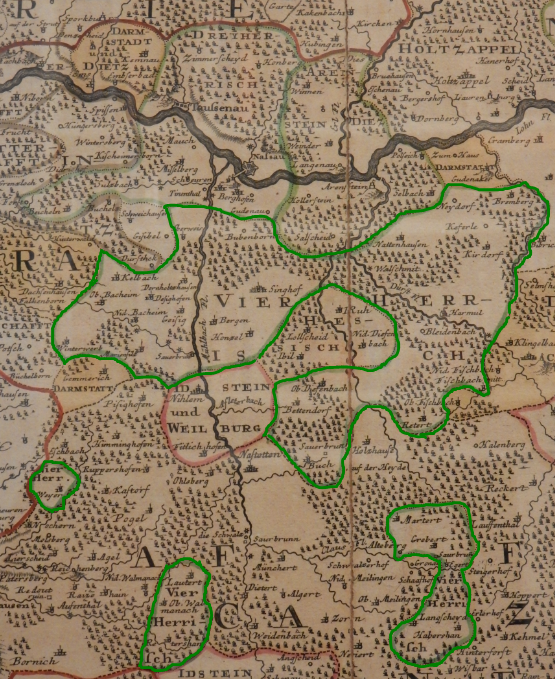
Das Gebiet des Vierherrischen im Jahr 1745

Die verbleibenden 75 Orte waren: Aull, Miellen, Nievern, Dausenau, Misselberg, „Muche“ (nicht mehr existent/n.e.), Sulzbach, Frücht, Becheln, Bogel, Ruppertshofen, Gotzinghofen (n.e.), Kehlbach, Dessighofen, Geisig, Dornholzhausen, Denighofen (n.e.), Marienfels, Berg, Singhofen, Hunzel, Tiefenbach (heute Ober- und Niedertiefenbach), Bettendorf, Grebenholzhausen (n.e.), Buch, Grebenroth, Egenroth, Huppert, Mappershain, Langenscheid, Rodenbach (n.e.), Dickschied, Hilgenroth, Nauroth, Zorn, Algenroth, Münchenroth, Ober- und Niedermeilingen, Diethardt, Strüth, Welterod, Ober- und Niederlipporn (heute nur noch Lipporn), Rettershain, Oberwallmenach, „Backenroth“ (n.e.), Lautert, Oelsberg, Endlichhofen, Auel, Kasdorf, Himmighofen, Niederheim (n.e.), Pissighofen (heute Hainau), Gemmerich, Wenigengemmerich (n.e.), Weyer, Eschbach, Winterwerb, Ober- und Niederbachheim, „Orle“ (n.e.), Holzhausen, Weltrod (n.e.), Brunnenbach (n.e.), Werentrod (n.e.), Kördorf, Herold, Ergeshausen, Bleidenbach (n.e.), Nieder- und Mittelfischbach, Ackerbach (n.e.) und Rettert.

### Abgehende Dörfer bis 1581
Zwischen dem Jahr 1400 (in dem noch alle 75 Dörfer bekundet sind) und dem Jahr 1581, in dem nur noch 34 Orte bezeugt sind, wurde das Vierherrische um 41 Orte kleiner: neun Orte (Kleindausenau, Wenigengemmerich, Niederheim, Gotzinghofen, Backenroth, Rodenbach, Weltrod, Werentrod und Brunnenbach) existierten nicht mehr, 21 Orte gingen an die Grafschaft Katzenelnbogen, bzw. deren Nachfolger, die Landgrafen von Hessen, nämlich Miellen, Nievern, Eschbach, Gemmerich, Himmighofen, Kasdorf, Ruppertshofen, Bogel, Auel, Oelsberg, Dickschied, Hilgenroth, Nauroth, Zorn, Algenroth, Münchenroth, Diethard, Ober- und Niedermeilingen, Huppert und Ackerbach. Weitere elf Orte gingen an die Grafen von Nassau, diese Orte waren Muche, Misselberg, Sulzbach, Frücht, Becheln, Endlichhofen, Ober- und Niederlipporn, Welterod, Strüth und Orle.

### Abgehende Dörfer bis 1646
Zwischen 1581 und 1646 sind noch die Orte Denighofen (durch Verschmelzung mit Marienfels zu einem Ort) und Bleidenbach aus der Liste der Orte des Vierherrischen ausgeschieden.

### Situation 1775
Im Jahr der Aufteilung des Vierherrischen waren noch folgende Dörfer Teil des Vierherrischen: Buch und Holzhausen (beide außerhalb der Bannzäune vierherrisch), Gerolstein, Oelsberg, Oberwallmenach, Obertiefenbach, Rettershain, Weyer, Lautert, Kördorf, Kehlbach, Oberbachheim, Niederbachheim, Winterwerb, Eschbach, Egenroth, Grebenroth, Herold, Bettendorf, Martenroth, Mappershain, Langschied, Marienfels, Dessighofen, Ehr, Berg, Hunzel, Oberwies, Dornholzhausen, Rettert, Geisig, Attenhausen, Bremberg und Singhofen.

## Reformation (1538)

Wappen der Landgrafschaft Hessen, die bis zu ihrer Aufteilung 1567 bestand und deren Landgraf einer der vier Herrscher des Vierherrischen war.

Da das Vierherrische gemeinsam von den Regenten verwaltet und regiert wurde, mussten sich auch alle einig sein, um eine Entscheidung wie die Einführung der Reformation zu treffen. Der hessische Landgraf und die Grafen von Nassau-Weilburg und Nassau-Dillenburg standen der Reformation positiv gegenüber, während Graf Philipp I. von Nassau-Idstein die Einführung der Reformation einige Jahre lang be- und verhinderte. Vor Pfingsten 1535 kam es zur Aussprache der Gesandten der vier Herren. Philipp I. warnte vor „voreiligen Schritten (...) und hätte lieber eine einheitliche Entscheidung des deutschen Reichs in Sachen Religion gesehen.“

Schließlich gab Philipp I. von Nassau-Idstein aufgrund des Drucks durch die anderen nach und Nassau-Dillenburg setzte schließlich eine Visitation des Gebietes durch vier Superintendenten durch: Eugenius für die Landgrafschaft Hessen, Crombach für Nassau-Dillenburg, Romanus für Nassau-Weilburg sowie, nur nach langem Zögern, einen weltlichen Gesandten, der Nassau-Idstein vertrat. Zuerst besuchten die Visitatoren die Orte Singhofen, Niederbachheim, Kördorf und Dornholzhausen. Dort stellten sie fest, dass noch die katholische Messe abgehalten wurde. In den Orten Weyer, Oberwallmenach, und Obertiefenbach waren die Geistlichen bereits verheiratet, lasen deutsche Messen, predigten das Evangelium und reichten das Abendmahl in beiderlei Gestalt. Der Pfarrer des Ortes Marienfels wollte katholisch bleiben, doch ihm wurde dies untersagt, sodass er eine Woche einen katholischen und eine Woche einen lutherischen Gottesdienst hielt. Nach der Visitation wurde, obwohl Nassau-Idstein widersprach, von den drei Superintendenten eine neue Kirchenordnung ausgearbeitet, die aus folgenden Punkten bestand:
„1. An jedem Ort soll ein Prädikant bestellt werden, der das Wort Gottes lauter und rein, ohne menschliche Zusätze verkündige, derselbe soll eine ziemliche Versehung erhalten, damit er sich desto besser mit Ehren erhalten könne. 2. Mit den Sakramenten und Zeremonien soll es nach dem Evangelium gehalten und das Abendmahl in beiderlei Gestalt gereicht werden. 3. Anstatt der Messe soll das Wort Gottes verkündigt und das Abendmahl gehalten werden, wenn Kommunikanten da wären. 4. In jeder Pfarrei soll ein gemeiner Kasten aufgerichtet werden der Armut zugut. Dahin sollen die Einkünfte fließen, welche bisher zu dem Bau, den Brüderschaften, der Beleuchtung, den Spenden und Kalenden (Naturalabgaben) gegeben wurden. 5. Zur Verwaltung der Kasten sollen zwei oder drei redliche und ehrliche Personen dem Pfarrer beigeordnet werden, welche sich der Armut anzunehmen und Rechnung abzulegen haben. 6. Aufrührerische und verführerische Prediger und Wiedertäufer sollen nicht geduldet werden. 7. Die abwesenden Geistlichen, mit Ausnahme der in den Stiften befindlichen, sollen nur die Hälfte ihrer Einkünfte erhalten. Die andere Hälfte soll in den gemeinen Kasten fallen. Die Präsens (das Kirchenvermögen) wird vom Pfarrer verwaltet. 8. Der Jugend zugut sind Schulen zu errichten und mit gelehrten und frommen Gesellen zu besetzen. 9. Bei Geistlichen und Weltlichen soll man keine Unkeuschheit dulden. 10. Wo solches nicht gehalten, soll der Pfarrherr die Amtleute und Amtsknechte anrufen, die einzugreifen jederzeit ermächtigt sind.“
Schnell ging man an die Durchführung der Richtlinien und Philipp I. von Nassau-Idstein konnte dagegen nichts mehr unternehmen. Am 28. März 1538 ließ er seinen Gesandten ein Abkommen unterzeichnen, dass „in allen Kirchspielen [Bereich, der einer Pfarrkirche und einem Pfarrer zugeordnet ist] des ‚Vierherrischen‘ das göttliche Wort gepredigt werden sollte, die Priesterschaft reformiert und Mißbräuche abgestellt werden sollen.“ Philipp I. bestand aber darauf, dass es weiterhin Messen in lateinischer Sprache geben dürfe. Allerdings waren bald alle Herrscher, auch Graf Philipp I., mit dem Kompromiss unzufrieden und nach langem Zureden durch den Superintendenten Eugenius wurden schließlich die letzten „Spuren“ des Katholizismus im Vierherrischen beseitigt.

## Das Vierherrische zur Zeit des Dreißigjährigen Krieges (1618–1648)
In der Zeit des Dreißigjährigen Krieges (1618–1648) wurde auch das Gebiet des Vierherrischen stark verwüstet. Anfangs (bis in die 1630er) blieb es bei Durchmärschen und wenigen Plünderungen im protestantischen Vierherrischen, so z. B. 1620 durch die katholische Liga. 1634 besetzten kaiserliche und kroatische (also katholische) Truppen das Gebiet des Vierherrischen und der umliegenden Niedergrafschaft Katzenelnbogen, die ebenfalls (von Hessen-Darmstadt regiert) protestantisch war. Im Jahr 1635 flohen viele Bewohner des Vierherrischen in Richtung Rhein, da dort die befestigten Städte lagen. Grund war der Einmarsch protestantischer Mächte, der unter anderem so beschrieben wurde: Es wurden "die Untertanen im Vierherrischen verjagt durch schwedisches Kriegsvolk [...]". Auch wurde von Truppeneinquartierungen, Plünderungen und Zerstörungen berichtet, so zum Beispiel im Jahr 1637, als die kaiserlichen Truppen das Gebiet zurückeroberten. Im Jahr 1647 wurde das Gebiet durch Hessen-Kassel erobert, wodurch es wie zu Kriegsbeginn wieder in evangelischer Hand war und die ursprüngliche Herrschaft zusammen mit Nassau wiederaufgebaut werden konnte.
Durch die vielen Strapazen und auch durch den Ausbruch von Krankheiten und Seuchen wurde die Bevölkerung sehr belastet und viele Menschen starben; es wurde berichtet, dass bei Kriegsende einige Dörfer entvölkert waren. Die Herrscher indes interessierten sich vor allem für ihren Machtzuwachs, dies zeigt auch die lange geforderte Quartieraufteilung des Vierherrischen, die 1647 kurz vor Ende des Krieges vorgenommen wurde.

## Einrichtung von Quartieren (1647)
Die Unmöglichkeit, einen alle Kondominatsherren befriedigenden Verwaltungsmodus zu finden und gleichzeitig alle Sonderrechte zu berücksichtigen, um Überschneidungen und    Kompetenzschwierigkeiten auszuräumen, beschloss man, das Gebiet des Vierherrischen aufzuteilen. Auf Tagungen 1609 und 1618 wurde darüber diskutiert, 1631 wurden zum ersten Mal Teilungsvorschläge gemacht, die jedoch keine allgemeine Zustimmung fanden. Erst 1647 gelang es, das Gebiet in 3 Quartiere aufzuteilen, die zunächst nur für die Abgabeerhebung gedacht waren, dann aber ab 1681 auch für die Justizverwaltung galten. 
1647 wurde das Vierherrische (der Name wurde beibehalten, obwohl es seit 1605 nur noch drei Herrscher hatte) unter den drei beteiligten Staaten Hessen-Kassel, Nassau-Diez und Nassau-Saarbrücken in drei Quartiere aufgeteilt, in dem jeweils eine Macht die Kontributionen erheben durfte und ab 1681 auch nur noch eine Justizverwaltung zuständig war. Die Aufteilung war wie folgt:
Die Einteilung dieser Quartiere erfolgte ohne Rücksichtnahme auf die Bezirke der alten Gerichte. Marienfels kam zusammen mit Berg, Hunzel, Ehr, Bremberg und Attenhausen zum Quartier Nassau-Diez. Zum hessischen Quartier gehörten: Weyer, Niederbachheim, Oberbachheim, Winterwerb, Kehlbach, Kördorf, Herold, Ergeshausen, Oberwallmenach, Lautert, Rettershain, Bettendorf, Egenrod, Grebenrod, Martenrod, Langschied, Mappershain. Das Nassau-Saarbrückische Quartier umfasste die Dörfer Dornholzhausen, Geisig, Dessighofen, Singhofen, Obertiefenbach.
Diese Auflistung der Dörfer in den verschiedenen Quartieren zeigt auch, dass das Vierherrische 1647 nur noch 28 Dörfer umfasste, was bis zu seiner Auflösung auch so bleiben sollte.
Diese Quartiereinteilung war schon ein früher Vorbote für die endgültige Auflösung des Vierherrischem in den beiden sog. Nastätter Rezessen 1774 und 1775. Die Einrichtung von Quartieren war aber notwendig, da das Gebiet sonst unregierbar geworden wäre, da sich Herrscher und ihre Verwaltungen gegenseitig behinderten. In den folgenden Jahrzehnten blieb das Vierherrische zwar bestehen, doch war es nicht mehr von großer Bedeutung, da die Herren in ihren Quartieren eigene Gerichte installierten.

## Auflösung des Vierherrischen (1774/75)
Nachdem die Probleme bei der Verwaltung zunahmen, die Regelung individueller Sonderrechte der Kondominatsherren schwieriger wurde und Kompetenzstreitigkeiten auftraten, beschloss man, das bereits in Quartiere aufgeteilte Gebiet aufzulösen und die Besitzverhältnisse ebenfalls endgültig zu klären. Dies geschah in den beiden Nastätter Rezessen 1774 und 1775. Im ersten Nastätter Rezeß vom 27. Juni 1774 wurden die alten Quartiere von 1647 abgeschafft und neue Grenzen gezogen. „Die Nassauischen Häuser erhalten aber die zu dem Naßauischen quartier gehörig gewesene Ortschaften Marienfels und Denighofen, Ehr, Berg Hunzel ... nebst ihren Gemarkungen, auch dazu gehörigen höfen und mühlen nunmehro als ein eigenthum mit aller landeshoheit“. Im zweiten Nastätter Rezeß vom 9. Dezember 1775 wurde dann die Grenze zwischen Hessen und Nassau neu gezogen. Danach existierte das Vierherrische nicht mehr, es war zwischen Hessen und den nassauischen Staaten aufgeteilt worden und zwar wie folgt:
- Buch (außerhalb der Bannzäune vierherrisch), Gerolstein, Oelsberg, Oberwallmenach, Obertiefenbach, Holzhausen (außerhalb der Bannzäune vierherrisch), Rettershain, Weyer, Lautert, Kördorf, Kehlbach, Oberbachheim, Niederbachheim, Winterwerb, Eschbach, Egenroth, Grebenroth, Herold, Bettendorf, Martenroth, Mappershain und Langschied an Hessen-Kassel[13]
- Marienfels, Dessighofen, Ehr, Berg, Hunzel, Oberwies, Dornholzhausen, Rettert, Geisig, Attenhausen, Bremberg und Singhofen an das Dreiherrische[14]

## Soziale und wirtschaftliche Entwicklung im Vierherrischen
Auch im Vierherrischen waren die meisten Bauern Leibeigene, die ihrem Grundherren Gehorsam, verschiedene Dienste sowie Steuern und Abgaben wie Zehnte schuldig waren und dafür von ihm Land und Schutz erhielten. Auch mussten die Bauern der Kirche einen Zehnten, also einen zehnten Teil, auf ihre Abgaben zahlen.
Im Vierherrischen gab es zudem noch drei bis fünf Landesherren. Manchmal war einer der Landesherren auch zugleich der Grundherr, in anderen Fällen hingegen nicht. So war ein Leibeigener im Vierherrischen Untertan von drei oder mehr Landesherren und eventuell noch einem Grundherren.
Die Leibeigenen mussten horrende Abgaben und viele Fron- und andere Dienste leisten. Auch versuchten die Grund- und Landesherren darauf einzuwirken, dass nur unter den eigenen Untertanen und Leibeigenen geheiratet wurde. Kam es dennoch dazu, dass Leibeigene unterschiedlicher Herren heirateten, gab es immer wieder Streit um die Kinder aus diesen Ehen bzw. wessen Leibeigene sie waren. Ebenso gab es Streit, wenn ein Schultheiß des einen Herren einen Leibeigenen des anderen Herren bestrafte; dies führte zum Teil zu Racheaktionen des eigentlichen Schultheißen des bestraften Leibeigenen am Schultheißen, der die Bestrafung durchgeführt hatte.

### Wirtschaft
Das Vierherrische bestand praktisch nur aus kleinen Dörfern, die rein landwirtschaftlich geprägt waren und handelstechnisch eine geringe Bedeutung hatten. Die einzige wirtschaftliche Bedeutung hatte die sogenannte Hessenstraße, die von St. Goarshausen bis Kassel führte, aber nur zum geringsten Teil durch vierherrisches Gebiet verlief, nämlich durch bzw. an den Orten Lautert und Dornholzhausen vorbei.